# Барсуков, Николай Платонович
Николай Платонович Барсуков (1838—1906) — русский археограф, историк и писатель, библиограф.

## Биография
Происходил из старинной дворянской семьи. Его предкам, мещерякам Степану Семёнову и Самойлу Степанову, царь Алексей Михайлович за верную службу в 1670-х годах пожаловал поместья «в Шацком уезде, в Борисоглебском стане Тамбовской губернии»; одна из деревень, Матюнино, впоследствии получила название Барсуки, от которой пошла фамилия рода Барсуковых, большинство представителей которого состояли на военной службе. Николай Платонович Барсуков родился 8 (20) ноября 1838 года в Липецке Тамбовской губернии 8 (20) ноября 1838 года в семье поручика Платона Александровича Барсукова.
Из четырёх сыновей П. А. Барсукова — Николая, Александра, Ивана, Михаила — первые три стали известными историками и литераторами: Александр Платонович Барсуков (1839—1914) — историк, геральдист и генеалог, автор трудов по генеалогии и истории русского дворянства, а также многотомного издания «Род Шереметевых». Иван Платонович Барсуков (1841—1906) известен как автор книги о митрополите Иннокентии (Вениаминове) и издатель «Творений» Иннокентия (1887), а также как автор монографии о Н. Н. Муравьёве-Амурском.
Детство провёл в отцовском имении — селе Ивановке Козловского уезда.
Учился в Воронежском кадетском корпусе, в 1859—1861 году состоял вольнослушателем в Санкт-Петербургском университете.
В 1863 году поступил на службу в археографическую комиссию. В 1870-х годах был помощником заведующего архивом Святейшего синода Русской православной церкви, затем заведовал архивом министерства народного просвещения Российской империи.
Вместе с Афанасием Фёдоровичем Бычковым составил «Указатель к восьми томам полного собрания русских летописей» (Санкт-Петербург, 1868).
Немало исторических материалов, собранных Барсуковым, были опубликованы в «Русском архиве» и «Русской старине». В числе прочего составил подробную биографию М. П. Погодина и биографию П. М. Строева (см. ниже в перечне трудов).
Скончался 23 ноября (6 декабря) 1906 года в Санкт-Петербурге. Был похоронен на Смоленском православном кладбище.

## Избранные труды
- Барсуков Н. П. Альбом автографов Н. Д. Иванчина-Писарева. — М.: Синод. тип., 1905. — 73 с. — (Отт. из 10 кн. сб. «Старина и новизна»).
- Барсуков Н. П. Воспоминания о Н. И. Костомарове и А. Н. Майкове. — СПб.: Тип. М. М. Стасюлевича, 1898. — 31 с.
- Барсуков Н. П. Два письма Н. П. Барсукова (к графу С. Д. Шереметеву). — СПб.: тип. М. М. Стасюлевича, 1909. — 6 с.
- Барсуков Н. П. Жизнь и труды В. Г. Барского. — СПб.: Тип. М. М. Стасюлевича, 1885. — 72 с.
- Барсуков Н. П. Жизнь и труды М. П. Погодина : [С прил. подробного указателя ко всем 22-м кн.]. Кн. 1-22. — 2-е изд. — СПб.: А. Д. и П. Д. Погодины, 1888-1910.
- Барсуков Н. П. Жизнь и труды П. М. Строева. — СПб.: тип. В. С. Балашёва, 1878. — 668 с.
- Барсуков Н. П. Историческая справка [в связи с отречением Л. Н. Толстого от церкви]. — М., 1901. — 1 с.
- Барсуков Н. П. Источники русской агиографии. — СПб.: тип. М. М. Стасюлевича, 1882. — 616 с. — (Общество любителей древней письменности. Издания; № 81).
- Барсуков Н. П. Письмо В. А. Жуковского к А. В.[!В. Д.] Олсуфьеву. — СПб.: [О-во ревнителей рус. ист. просвещения], 1900. — 3 с.
- Барсуков Н. Род Колюбакиных : Описание 22 актов, пожертв. о. Григорием Яковцевским в Археогр. комис. М-ва нар. прос. — СПб.: Сенат. тип., 1901. — 10 с. — (Отт. из 12 вып. «Летописи занятий»).
- Барсуков Н. П. Русские палеологи сороковых годов. — СПб.: тип. В. И. Грацианского, [1880]. — 107 с. — (Отт. из : Древ. и новая Россия. — 1880. — Т. 1, № 2. — C. 259—290; № 3. — C. 517—551; № 4. — C. 727—757).
- Барсуков Н. П. Сборник Едомского. — СПб.: О-во Любителей Древней Письменности, 1889. — 31 с. — (Памятники древней письменности и искусства ; 79).
- Выписки из Нечаевского архива / С предисл. и прим. Н. Барсукова. — СПб.: Тип. М. Стасюлевича, 1905. — 69 с.
- Выписки из писем графа Александра Христофоровича Бенкендорфа к императору Николаю I-му о Пушкине / С предисл. и прим. Н. Барсукова. — СПб.: Тип. М. Стасюлевича, 1903. — 20 с.
- Выписки из писем Ивана Сергеевича Мальцова к Сергею Александровичу Соболевскому / С предисл. и прим. Н. Барсукова. — СПб.: Тип. М. Стасюлевича, 1904. — 43 с.
- Дневник А. В. Храповицкого. 1782—1793 / По подлин. его рукописи, с биогр. ст. и объясн. указ. Н. Барсукова. — СПб.: А. Ф. Базунов, 1874. — 610 с.
  - . — М.: Русский архив, 1901. — 404 с.
  - . — М.: Унив. тип., 1901. — 402 с. — (Прил. к журн. «Русский архив» 1901 № 5-12).
- Житие и завещание святейшего патриарха Московского Иоакима / С предисл. Н. Барсукова]. — СПб.: тип. В.С.Балашёва, 1879. — 149 с. — (Общество Любителей Древней Письменности. Издания ; 47).
- Князь Вяземский и Пушкин / С предисл. и прим. Н. Барсукова. — М.: Синодальная тип., 1904. — 55 с. — (Отд. отт. из 8-й кн. сб. «Старина и новизна»).
- Описание рукописей князя Павла Петровича Вяземского / [Сост. Х. М. Лопарёвым, Н. В. Тимофеевым, Н. П. и А. П. Барсуковым и др. с примеч. П. П. Вяземского]. — СПб.: тип. Гл. упр. уделов, 1902. — 572 с. — (Общество любителей древней письменности. Издания ; 119).
- Письма И. И. Дмитриева к князю П. А. Вяземскому 1810—1836 годов : (Из Остафьев. арх.) / С предисл. и прим. Н. Барсукова. — СПб.: Тип. М. Стасюлевича, 1898. — 147 с.
- Письма Н. М. Карамзина к князю П. А. Вяземскому, 1810—1826 / С предисл. и прим. Н. Барсукова. — СПб.: Тип. М. Стасюлевича, 1897. — 204 с.
- Письма М. П. Погодина, С. П. Шевырёва и М. А. Максимовича к князю П. А. Вяземскому 1825—1874 годов (из Остафьевского архива) / С предисл. и прим. Н. Барсукова. — СПб.: Тип. М. Стасюлевича, 1901. — 222 с.
- Письма А. С. Пушкина, бар. А. А. Дельвига, Е. А. Баратынского и П. А. Плетнёва к князю П. А. Вяземскому. 1824—1843 гг. / С предисл. и прим. Н. Барсукова. — СПб.: Тип. М. Стасюлевича, 1902. — 63 с.
- Письма Филарета, впоследствии архиепископа Черниговского и Нежинского к Н. Н. Шереметевой. 1835—1849 гг. : (Из арх. села Покровского) / С предисл. и прим. Н. Барсукова. — СПб.: Тип. М. Стасюлевича, 1900. — 101 с.
- Полное собрание русских летописей, изданное по высочайшему повелению Археографическою комиссиею. — СПб.: Археографическая комиссия, 1841-1921. — (Указатель к осьми томам / [Сост.: А. Ф. Бычков, Н. П. Барсуков], 1868—1875; Указатель к первым осьми томам / [Сост.: А. Ф. Бычков, Н. П. Барсуков, С. А. Адрианов], 1898; Указатель к первым осьми томам / [Сост.: А. Ф. Бычков, Н. П. Барсуков, С. А. Адрианов], 1898).
- Список книг церковной печати, хранящихся в Библиотеке Святейшего правительствующего синода / [Сост. Н. Барсуковым]. — СПб.: Архив Св. синода, 1871. — 69 с.